# Liste der Naturdenkmale in Offenheim
Die Liste der Naturdenkmale in Offenheim nennt die im Gemeindegebiet von Offenheim ausgewiesenen Naturdenkmale (Stand 29. Februar 2024).

## Naturdenkmale
| Nr.         | Bezeichnung                           | Lage                                              | Beschreibung                                                                                                   | Bild                                    |
| ----------- | ------------------------------------- | ------------------------------------------------- | --- | --------------------------------------- |
| ND-7331-393 | Winterlinden an der ehemaligen Schule | Bechenheimer Straße, bei Nr. 4 Lage               | Tilia cordata, drei Bäume                                                                                      | Direkt Bild zu diesem Denkmal hochladen |
| ND-7331-394 | Winterlinden auf dem Friedhof         | Untergasse, hinter Nr. 28 Lage                    | Tilia cordata, vier Bäume                                                                                      | Direkt Bild zu diesem Denkmal hochladen |
| ND-7331-399 | Alteichen im Staatswald Vorholz       | südwestlich des Ortes im Staatsforst Vorholz Lage | Quercus petraea, fünf Bäume; fünf Einzelstandorte im Vorholz: (Lage 1), (Lage 2), (Lage 3), (Lage 4), (Lage 5) | Direkt Bild zu diesem Denkmal hochladen |

## Ehemalige Naturdenkmale
| Nr. | Bezeichnung                            | Lage                                     | Beschreibung | Bild                                    |
| --- | -------------------------------------- | ---------------------------------------- | --- | --------------------------------------- |
|     | Windschutzgehölz um den Ebersfelderhof | südlich des Ortes am Ebersfelderhof Lage | Gehölz aus Populus sp. und Tilia sp.; flächenhaftes Naturdenkmal; Rechtsverordnung aufgehoben, jetzt Geschützter Landschaftsbestandteil | Direkt Bild zu diesem Denkmal hochladen |